# نوچوان
نوچوان، روستایی در دهستان ملکاری غربی بخش زاب شهرستان میرآباد در استان آذربایجان غربی ایران است.

## جمعیت
بر پایه سرشماری عمومی نفوس و مسکن در سال ۱۳۹۵، جمعیت این روستا برابر با ۱۰۷ نفر (۲۷ خانوار) بوده‌است.